# Leptocharacidium omospilus
Leptocharacidium omospilus är en fiskart som beskrevs av Buckup, 1993. Leptocharacidium omospilus ingår i släktet Leptocharacidium och familjen Crenuchidae. Inga underarter finns listade i Catalogue of Life.